# سییا بابا

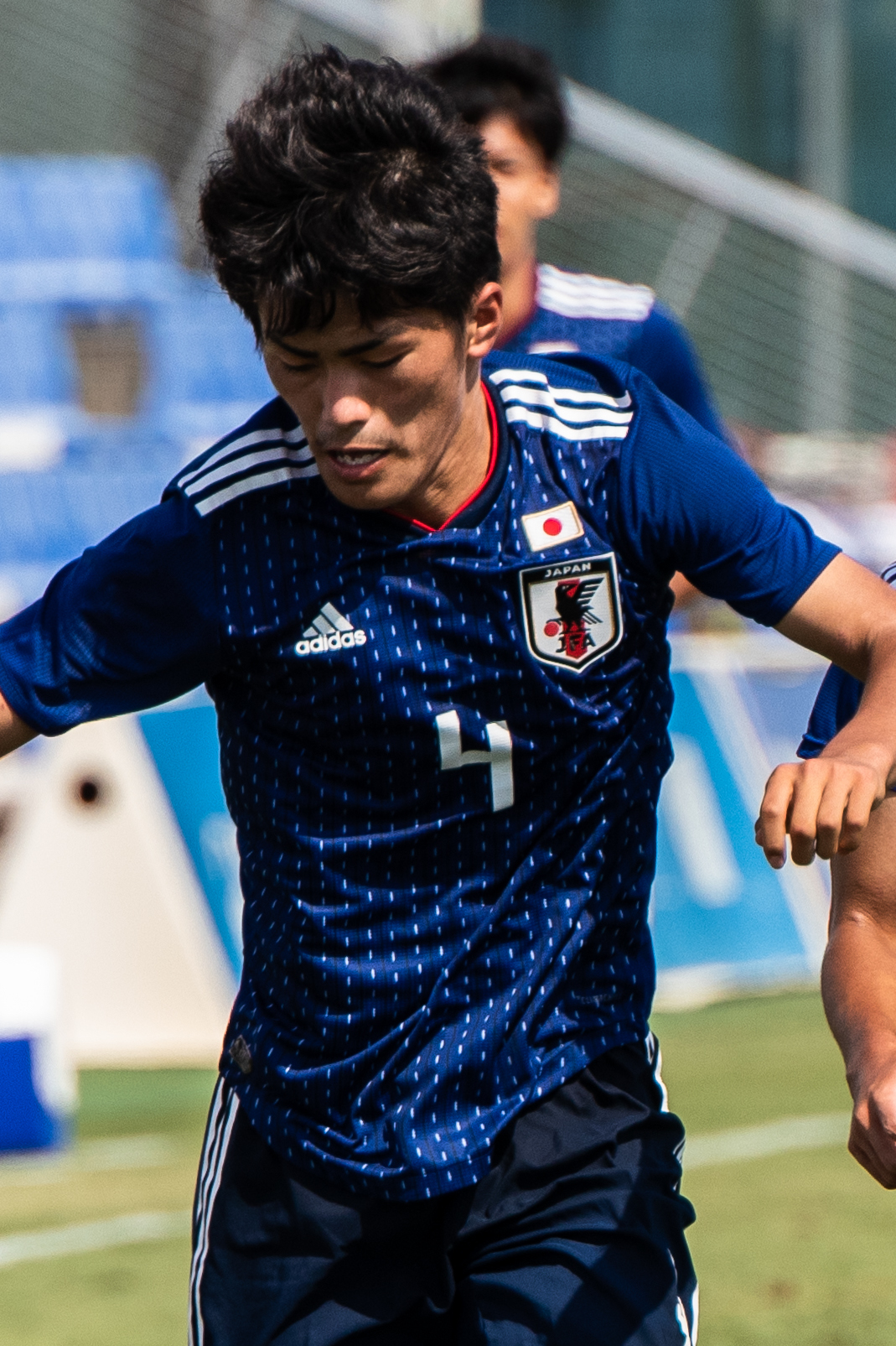
سیبا بابا بازیکن اهل ژاپن در سال ۲۰۱۹ با لباس تیم ملی

سییا بابا (ژاپنی: 馬場 晴也؛ زادهٔ ۲۴ اکتبر ۲۰۰۱) یک بازیکن فوتبال اهل ژاپن است.
از باشگاه‌هایی که در آن بازی کرده‌است می‌توان به باشگاه فوتبال توکیو وردی اشاره کرد.